# Премия журнала Empire (2009)
14-я церемония вручения наград премии «Империя» за заслуги в области кинематографа за 2008 год состоялась 29 марта 2009 года в Grosvenor House Hotel (Лондон, Великобритания). Премию провел ирландский комик и телеведущий Дара О Бриэн. Лауреаты были определены по итогам голосования аудиторией журнала Empire.
Наибольшее число наград получил фильм «Тёмный рыцарь» — 3 (Лучший фильм, Лучший актёр, Лучший режиссёр). Фильмы «Тёмный рыцарь», «Квант милосердия» и «Суини Тодд, демон-парикмахер с Флит-стрит» были представлены в наибольшем числе номинаций — 5.

## Список лауреатов и номинантов
• Лауреаты выделены отдельным цветом. 
| Категории                                      | Лауреаты и номинанты                                                                         |
| ---------------------------------------------- | -------------------------------------------------------------------------------------------- |
| Лучший фильм                                   | • Тёмный рыцарь / The Dark Knight                                                            |
| Лучший фильм                                   | • ВАЛЛ-И / WALL-E                                                                            |
| Лучший фильм                                   | • Железный человек / Iron Man                                                                |
| Лучший фильм                                   | • Нефть / There Will Be Blood                                                                |
| Лучший фильм                                   | • Старикам тут не место / No Country for Old Men                                             |
| Лучший британский фильм                        | • Рок-н-рольщик / RocknRolla                                                                 |
| Лучший британский фильм                        | • Голод / Hunger                                                                             |
| Лучший британский фильм                        | • Залечь на дно в Брюгге / In Bruges                                                         |
| Лучший британский фильм                        | • Райское озеро / Eden Lake                                                                  |
| Лучший британский фильм                        | • Сын Рэмбо / Son of Rambow                                                                  |
| Лучшая комедия                                 | • Сын Рэмбо / Son of Rambow                                                                  |
| Лучшая комедия                                 | • Город призраков / Ghost Town                                                               |
| Лучшая комедия                                 | • Залечь на дно в Брюгге / In Bruges                                                         |
| Лучшая комедия                                 | • После прочтения сжечь / Burn After Reading                                                 |
| Лучшая комедия                                 | • Солдаты неудачи / Tropic Thunder                                                           |
| Лучший фильм ужасов                            | • Райское озеро / Eden Lake                                                                  |
| Лучший фильм ужасов                            | • Мгла / The Mist                                                                            |
| Лучший фильм ужасов                            | • Незнакомцы / The Strangers                                                                 |
| Лучший фильм ужасов                            | • Приют / The Orphanage                                                                      |
| Лучший фильм ужасов                            | • Суини Тодд, демон-парикмахер с Флит-стрит / Sweeney Todd: The Demon Barber of Fleet Street |
| Лучший научно-фантастический фильм или фэнтези | • Особо опасен / Wanted                                                                      |
| Лучший научно-фантастический фильм или фэнтези | • ВАЛЛ-И / WALL-E                                                                            |
| Лучший научно-фантастический фильм или фэнтези | • Железный человек / Iron Man                                                                |
| Лучший научно-фантастический фильм или фэнтези | • Тёмный рыцарь / The Dark Knight                                                            |
| Лучший научно-фантастический фильм или фэнтези | • Хеллбой 2: Золотая армия / Hellboy II: The Golden Army                                     |
| Лучший триллер                                 | • Квант милосердия / Quantum of Solace                                                       |
| Лучший триллер                                 | • На крючке / Eagle Eye                                                                      |
| Лучший триллер                                 | • Подмена / Changeling                                                                       |
| Лучший триллер                                 | • Прощай, детка, прощай / Gone Baby Gone                                                     |
| Лучший триллер                                 | • Старикам тут не место / No Country for Old Men                                             |
| Лучший актёр                                   | • Кристиан Бейл — «Тёмный рыцарь» (за роль Брюса Уэйна / Бэтмена)                            |
| Лучший актёр                                   | • Роберт Дауни-младший — «Железный человек» (за роль Тони Старка / Железного человека)       |
| Лучший актёр                                   | • Дэниел Дэй-Льюис — «Нефть» (за роль Дэниэла Плэйнвью)                                      |
| Лучший актёр                                   | • Дэниел Крейг — «Квант милосердия» (за роль Джеймса Бонда)                                  |
| Лучший актёр                                   | • Джонни Депп — «Суини Тодд, демон-парикмахер с Флит-стрит» (за роль Суини Тодда)            |
| Лучшая актриса                                 | • Хелена Бонэм Картер — «Суини Тодд, демон-парикмахер с Флит-стрит» (за роль Миссис Ловетт)  |
| Лучшая актриса                                 | • Салли Хокинс — «Беззаботная» (за роль Поппи)                                               |
| Лучшая актриса                                 | • Эллен Пейдж — «Джуно» (за роль Джуни Макгафф)                                              |
| Лучшая актриса                                 | • Ольга Куриленко — «Квант милосердия» (за роль Камиллы)                                     |
| Лучшая актриса                                 | • Анджелина Джоли — «Подмена» (за роль Кристины Коллинз)                                     |
| Лучший режиссёр                                | • Кристофер Нолан — «Тёмный рыцарь»                                                          |
| Лучший режиссёр                                | • Братья Коэн — «Старикам тут не место»                                                      |
| Лучший режиссёр                                | • Пол Томас Андерсон — «Нефть»                                                               |
| Лучший режиссёр                                | • Тим Бёртон — «Суини Тодд, демон-парикмахер с Флит-стрит»                                   |
| Лучший режиссёр                                | • Эндрю Стэнтон — «ВАЛЛ-И»                                                                   |
| Лучший дебют                                   | • Джемма Артертон — «Квант милосердия» (за роль Строберри Филдс)                             |
| Лучший дебют                                   | • Джим Стерджесс — «Двадцать одно» (за роль Бена Кэмпбелла)                                  |
| Лучший дебют                                   | • Роберт Паттинсон — «Сумерки» (за роль Эдварда Каллена)                                     |
| Лучший дебют                                   | • Тоби Кеббелл — «Рок-н-рольщик» (за роль Джонни Фунта)                                      |
| Лучший дебют                                   | • Хейли Этвелл — «Герцогиня» (за роль Элизабет Фостер)                                       |
| Лучший саундтрек                               | • Мамма миа! / Mamma Mia!                                                                    |
| Лучший саундтрек                               | • Квант милосердия / Quantum of Solace                                                       |
| Лучший саундтрек                               | • Нефть / There Will Be Blood                                                                |
| Лучший саундтрек                               | • Рок-н-рольщик / RocknRolla                                                                 |
| Лучший саундтрек                               | • Суини Тодд, демон-парикмахер с Флит-стрит / Sweeney Todd: The Demon Barber of Fleet Street |
| Снять за 60 секунд                             | • Стивен Пауэр, Конал О’Мира — «Джерри Магуайер»                                             |

### Специальные награды
- В честь Хита Леджера — Специальная нагдада была присуждена за выдающуюся работу Хита Леджера
- Актёр нашего времени — Рассел Кроу
- Легенда «Empire» — Вигго Мортенсен
- За вклад в развитие британского кино — Дэнни Бойл